# پرنده‌ماهی

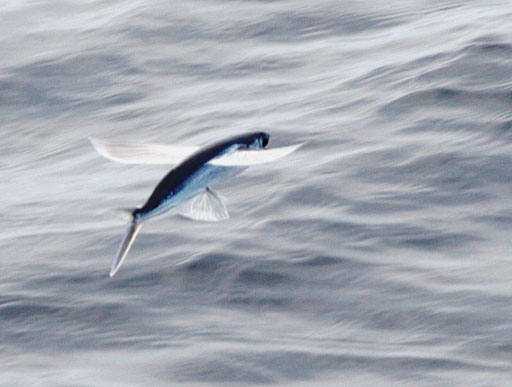
گونه‌ای از ماهی پرنده در حال پرش بر فراز آب

پرنده‌ماهیان یا ماهیان پرنده نام خانواده‌ای از ماهی‌ها است که از بیش از ۵۰ گونه تشکیل می‌گردد. ماهی پرنده در تمامی اقیانوس‌ها به ویژه در آب‌های مناطق حاره‌های اقیانوس اطلس، اقیانوس آرام واقیانوس هند یافت می‌شوند. ماهیان طویلی هستند که بدنشان به میزان وسیعی حالت استوانه‌ای دارد (در مقطع عرضی گرد است) و در بعضی از گونه‌ها از سطح شکمی پهن است.
چشمگیرترین ویژگی آن‌ها باله‌های به شکلی غیرطبیعی بزرگ آن‌ها است که آن‌ها را قادر می‌سازد که پرواز یا پرش کوتاهی بر فراز آبها داشته باشند و بتوانند از دست صیادانشان بگریزند.

## مشخصات ظاهری

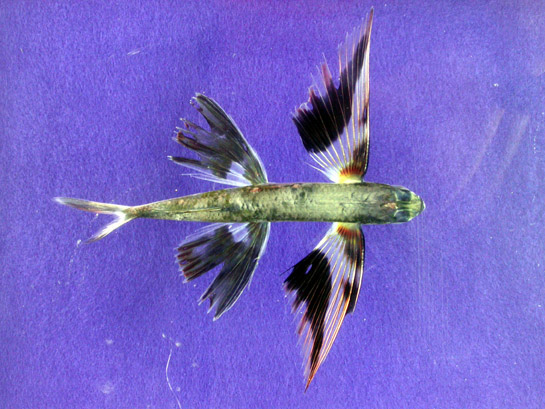
گونه‌ای از ماهی پرنده با بال‌های رنگی

پرنده‌ماهیان دارای پوزه کند و کوتاه‌تر از چشم هستند (در تمام گونه‌های اقیانوس هند).
دهان آن‌ها کوچک است و دندان‌های آرواره‌ای وجود ندارد یا اینکه بسیار کوچک‌اند. خارهای آبششی در این ماهیان به خوبی توسعه یافته‌اند و استخوان‌های حلقی فوقانی سومین کمان آبششی به یکدیگر نزدیک هستند، اما به یک صفحه منفرد جوش نخورده‌اند.
آن‌ها هیچ خاری در باله ندارند و باله‌های پشتی و مخرجی به یک اندازه در عقب بدن قرار گرفته‌اند، قاعده‌های آن‌ها کوتاه هستند و در مقابل یکدیگر واقع شده‌اند. باله‌های سینه‌ای در قسمت بالای دو طرف بدن قرار دارند و بسیار طویل هستند و همواره به عقب مبدأ باله پشتی کشیده می‌شوند. باله‌های لگنی این ماهیان در موقعیت شکمی قرار دارند و در بسیاری از گونه‌ها بسیار بزرگ شده‌اند. باله دمی عمیقاً دو شاخه بوده و قطعه تحتانی آن طویل تر از قطعه فوقانی است.
خط جانبی بر روی قسمت پایین بدن آن‌ها قرار گرفته‌ است، فلسها بزرگ و دایره‌ای هستند و به راحتی می‌ریزند.
قسمت بالا تیره و پایین کمرنگ است. رنگ‌های تیره در هنگام حیات آبی رنگین کمانی یا سبز هستند. باله‌های سینه‌ای در بعضی از گونه‌ها نقاط تیره یا خطوط کمرنگ دارند. باله پشتی در بعضی از گونه‌ها دارای رنگدانه‌های سیاه است. غالباً باله پشتی در ماهیان جوان بلندتر از ماهیان بالغ و باله‌های سینه‌ای کوتاه‌تر هستند، الگوهای رنگ متغیر هستند. غالباً نقاط و خطوط توسعه یافته‌اند. در بسیاری از گونه‌ها سبیلک‌های چانه‌ای قابل مشاهده‌اند.
ماهیان پرنده در آب‌های سطحی اقیانوس‌های آزاد و نواحی نزدیک ساحل به سر می‌برند. آن‌ها به خاطر عادت جست و خیز به خارج از آب و سر خوردن در یک مسیر طولانی به کمک باله‌های سینه‌ای توسعه یافته (ماهیان سر خورنده با دو بال) و گاهی اوقات با باله‌های لگنی (ماهیان سر خورنده با چهار بال) معروف هستند.
اگر چه معمولاً ماهیان پرنده به عنوان غذا مورد توجه قرار گرفته‌اند، اما فقط صید تجاری محدودی برای استحصال این منابع صورت می‌گیرد.

## سرده‌ها
- خاربه‌لب‌ها Cheilopogon
- چابک‌دم‌ها Cypselurus
- برون‌چاله‌ای‌ها Exocoetus
- گودبردارها Fodiator
- چابک‌ماهی‌ها Hirundichthys
- پیرابرون‌چاله‌ای‌ها Parexocoetus
- پرنده‌ماهی‌های پرستویی Prognichthys

## گونه‌های موجود در ایران
- پرنده‌ماهی آفریقایی (Paraexocetus mento) از خانواده پرنده‌ماهیان با بیشینه درازای استاندارد ۱۰ سانتی‌متر.
- پرنده‌ماهی پولک‌درشت (Cypselurus oligolepis) از خانواده پرنده‌ماهیان با بیشینه درازای استاندارد ۲۰ سانتی‌متر.

## رکورد پرواز
در ماه می ۲۰۰۸ دسته‌ای از شبکه تلویزیونی ان ایچ کی ژاپن موفق به فیلمبرداری یک ماهی پرنده در کنار جزیره یاکوشیمای ژاپن شدند که این پرواز ۴۵ ثانیه ادامه داشت.